# جون كاري دوغلاس
جون كاري دوغلاس هو سياسي كندي، ولد في 14 يوليو 1874 في كندا، وتوفي في 10 ديسمبر 1926. انتخب عمدة Glace Bay ‏ وانتخب عضو مجلس نواب نوفا سكوتيا وانتخب عضو مجلس العموم الكندي.